# Гравас (Лимбажский край)
Гра́вас (латыш. Gravas) — населённый пункт в Лимбажском крае Латвии. Административный центр Видрижской волости. Находится у автодороги P9 (Рагана — Лимбажи). По данным на 2017 год, в населённом пункте проживало 39 человек. Есть волостная администрация, почтовое отделение, врач, кафе.